# Пушматаха (округ)
Округ Пушматаха (англ. Pushmataha County) располагается в штате Оклахома, США. Официально образован в 1907 году. По состоянию на 2012 год, численность населения составляла 11 205 человек.

## География
По данным Бюро переписи США, общая площадь округа равняется 3685,574 км2, из которых 3618,234 км2 суша и 64,750 км2 или 1,790 % это водоёмы.

## Население
По данным переписи населения 2010 года в округе проживает 11 572 жителей в составе 4 809 домашних хозяйств и 3 247 семей. Плотность населения составляет 3,00 человека на км2. На территории округа насчитывается 6 110 жилых строений, при плотности застройки около 2,00-х строений на км2. Расовый состав населения: белые — 75,00 %, афроамериканцы — 0,70 %, коренные американцы (индейцы) — 17,60 %, азиаты — 0,20 %, гавайцы — 0,10 %, представители других рас — 0,80 %, представители двух или более рас — 5,70 %. Испаноязычные составляли 3,00 % населения независимо от расы.
В составе 29,20 % из общего числа домашних хозяйств проживают дети в возрасте до 18 лет, 50,90 % домашних хозяйств представляют собой супружеские пары проживающие вместе, 32,50 % домашних хозяйств не имеют отношения к семьям, 28,40 % домашних хозяйств состоят из одного человека. Средний размер домашнего хозяйства составляет 2,92 человека, и средний размер семьи 3,52 человека.
Возрастной состав округа: 22,40 % моложе 18 лет, 7,50 % от 18 до 24, 21,00 % от 25 до 44, 28,90 % от 45 до 64 и 28,90 % от 65 и старше. Средний возраст жителя округа 44.3 лет. На каждые 100 женщин приходится 97,80 мужчин. На каждые 100 женщин старше 18 лет приходится 95,30 мужчин.
Средний доход на домохозяйство в округе составлял 29 053 USD, на семью — 36 887 USD. Среднестатистический заработок мужчины был 25 509 USD против 17 473 USD для женщины. Доход на душу населения составлял 16 583 USD. Около 27,20 % семей и 45,30 % общего населения находились ниже черты бедности, в том числе — 18,00 % молодёжи (тех, кому ещё не исполнилось 18 лет) и 65,00 % тех, кому было уже больше 65 лет.